# Symmerista albicosta
Symmerista albicosta är en fjärilsart som beskrevs av Jacob Hübner 1804. Symmerista albicosta ingår i släktet Symmerista och familjen tandspinnare. Inga underarter finns listade i Catalogue of Life.